# Lisandro Arbizu
Lisandro Arbizu (Buenos Aires, 29 settembre 1971) è un ex rugbista a 15 e allenatore di rugby a 15 argentino, al momento del ritiro titolare del record di presenze internazionali per i Pumas (86).

## Biografia
Cresciuto nel Belgrano, Arbizu si impose quasi subito all'attenzione internazionale: esordì, infatti, nei Pumas nel 1990 a 19 anni appena compiuti, nella posizione di centro a Lansdowne Road contro l'Irlanda; nei successivi incontri si alternò nelle posizioni di centro e di apertura; nel 1991 fu convocato alla Coppa del Mondo in Inghilterra nel corso della quale scese in campo da titolare in tutti i tre incontri in cui l'Argentina fu impegnata; lo stesso accadde quattro anni più tardi, per la Coppa del Mondo di rugby 1995 in Sudafrica.
Nel febbraio 1997 ricevette un invito dei Barbarians per un incontro con il Leicester e, più tardi nell'anno, divenne professionista firmando un contratto triennale per i francesi del Brive; con essi conseguì il suo risultato migliore nel corso della Heineken Cup 1997-98, quando ne raggiunse la finale, poi persa, contro il Bath.
Fu, ancora, presente alla Coppa del Mondo di rugby 1999 in Galles, in cui l'Argentina raggiunse quello che all'epoca fu il suo miglior risultato nella massima rassegna, i quarti di finale; in tale edizione della competizione Arbizu scese in campo da titolare in tutti i cinque incontri, schierato dal C.T. Alex Wyllie come centro, stante la presenza all'apertura di Gonzalo Quesada.
Nel 2000 passò al Bègles in cui rimase tre stagioni; nel 2003, dopo la crisi economica del club girondino si trovò senza contratto; trovato un nuovo ingaggio con il Pau, in autunno si ruppe un ginocchio e dovette saltare tutta la stagione, inclusa la Coppa del Mondo di rugby 2003 per la quale era stato preselezionato dal nuovo C.T. Marcelo Loffreda.
Di fatto mai utilizzato dal Pau, nel 2004 fu ingaggiato dal Bayonne, con il quale rimase una stagione soltanto prima di tornare a Pau; nel 2006 lasciò la Francia per essere ingaggiato in Italia dal GRAN Parma e, al termine di quell'edizione del Super 10, chiuse la carriera da professionista.
L'ultimo incontro internazionale di Arbizu fu una sconfitta contro l'Italia a Córdoba, nel 2005; fu il suo 86º cap, con il quale condivise il primato di presenze in Nazionale argentina con Rolando Martín; nel 2013 Felipe Contepomi portò il record a 87.
Cittadino francese per matrimonio, Arbizu fu ingaggiato dal 2007 in quota comunitari dall'Amatori Capoterra in serie B, divenendo nella stagione successiva giocatore-allenatore, occupandosi della guida tecnica dei tre quarti; rimase in Sardegna fino al 2012, per poi trasferirsi in Spagna come giocatore-allenatore del Valladolid in cui giunse la vittoria sia in campionato che in Supercoppa nazionale; dopo un anno lasciò il club spagnolo per tornare in Francia, dove vive la sua famiglia per allenare il Pays Médoc, formazione di Lesparre-Médoc vicino a Bordeaux.

## Palmarès
- Campionati sudamericani: 4
Argentina: 1991, 1993, 1995, 1997